# Angiola Minella
Pour les articles homonymes, voir Minella.
Angiola Minella, épouse Molinari, née le 3 février 1920 à Turin (Italie) et morte le 12 mars 1988 dans la même ville, est une femme politique italienne. Membre du Parti communiste italien (PCI), elle est députée entre 1946 et 1953 puis entre 1958 et 1963, ainsi que sénatrice entre 1963 et 1972.

## Biographie
Elle est diplômée en lettres. Pendant la Seconde Guerre mondiale, elle travaille pour la Croix-Rouge. Après l'armistice de Cassibile (1943), elle s'investit activement dans la Résistance piémontaise, d'abord avec les partisans de Pietro Badoglio, puis avec les Garibaldini.
Engageant après la guerre une carrière politique parlementaire, elle compte parmi les 21 premières femmes députées de l'histoire de l'Italie.